# Трощинські
Трощ́инські — шляхетсько-старшинський, згодом дворянський рід з Білоцерківщини, який з кінця 17 ст. переселився на Лівобережжя.

## Опис герба
На срібному полі коронований латинський хрест, поставлений на півмісяць.
Щит увінчаний дворянськими шоломом і короною. Нашоломник: три страусині пера, середнє червоне, інші срібні. Намет на щиті червоний, підкладений сріблом. На каймі щита девіз: «За труды и отечество».

## Представники
- Василь Трощинський (Трущинський) — був серед «шляхти пов. Білоцерківського», яка 1654 присягала на вірність московському цареві.
  - Його нащадок (син або онук) Степан Трощинський († 1709) — гадяцький полковий осавул, полковий обозний, полковник гадяцький (1704—1708), племінник гетьмана Івана Мазепи;
- Прокіп Іванович (за іншими даними Андрійович) Трощинський (д/н–бл. 1757) — військовий товариш;
  - Дмитро Прокопович Трощинський (1749—1829) — державний діяч Російської імперії, меценат української культури;
  - Юхим Прокопович Трощинський;
    - Іван Юхимович Трощинський (1783—1832) — генерал-лейтенант Російської імператорської армії, учасник наполеонівських війн, зокрема Бородінської битви 1812;

  - Андрій Прокопович Трощинський (д/н–п. до 1786) — яреський сотник;
    - Андрій Андрійович Трощинський (1774—1852) — генерал-майор, учасник придушення польського повстання 1794 та антинаполеонівських кампаній, двоюрідний дядько по матері Миколи Гоголя.

Рід Трощинських внесений у родовідні книги Полтавської губернії. У другій половині 19 ст. рід занепав.

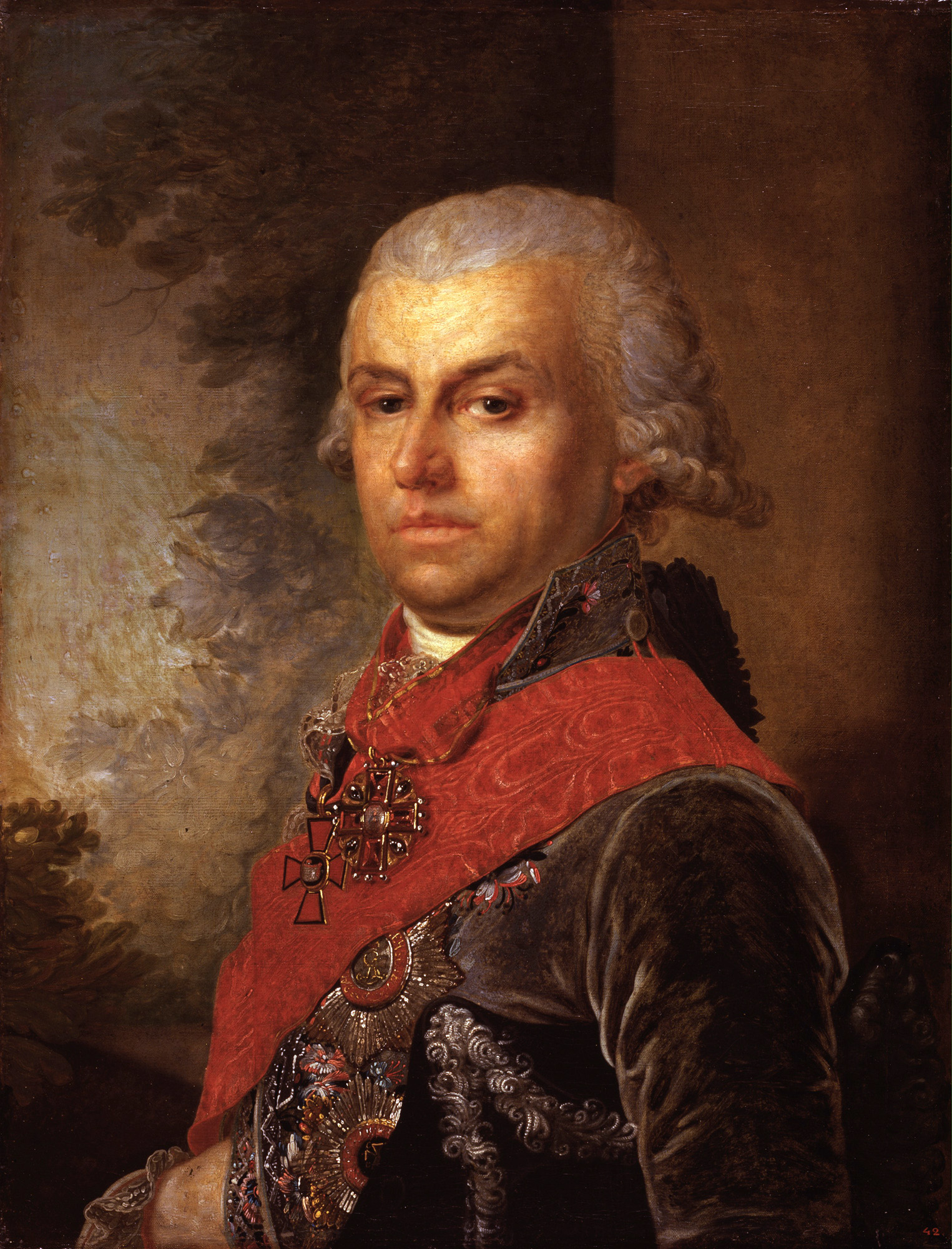
Дмитро Трощинський
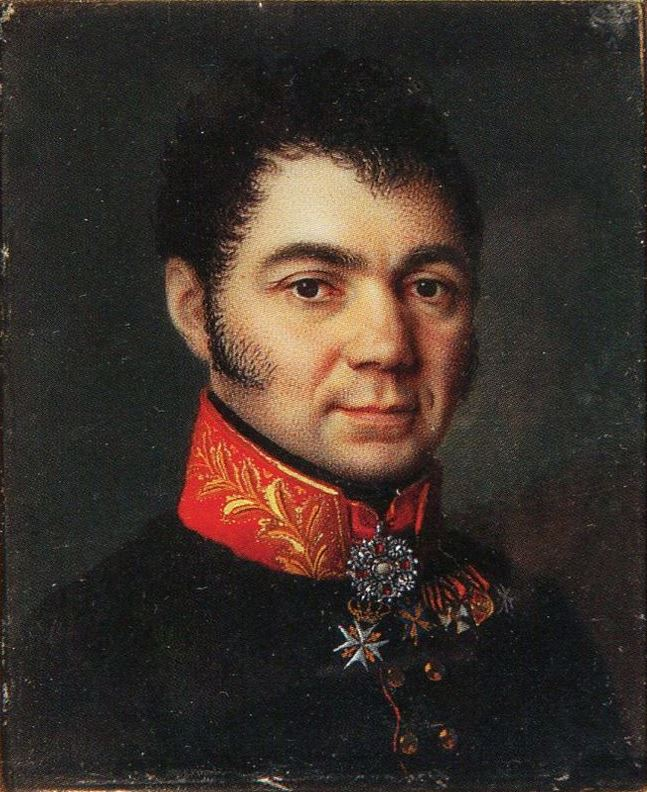
Андрій Андрійович Трощинський
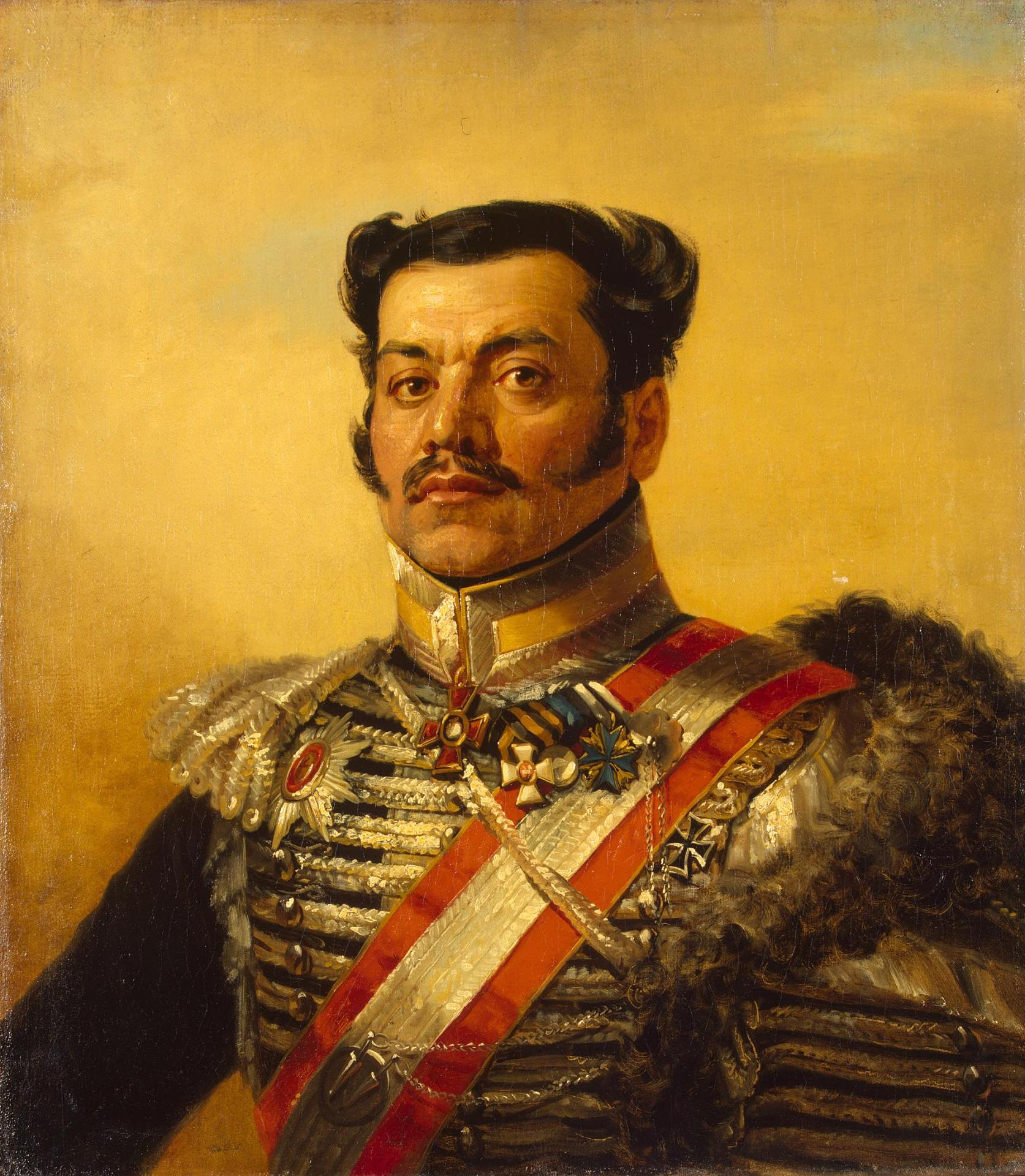
Іван Юхимович Трощинський